# علی‌اصغر باغانی

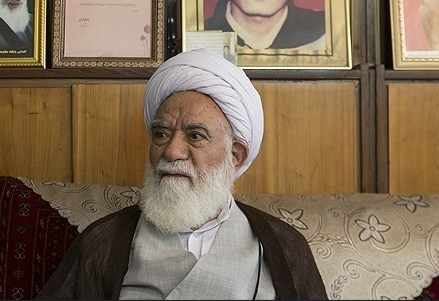
باغانی در ۱۳۹۴

علی‌اصغر باغانی (۱۳۱۳ – ۱۷ مرداد ۱۴۰۴) فرزند عباس. نمایندهٔ دوره‌های اول و چهارم مجلس شورای اسلامی از حوزه انتخابیه سبزوار) بود. وی از نجات‌یافتگان بمب‌گذاری دفتر حزب جمهوری اسلامی در ۷ تیر سال ۱۳۶۰ بود.
از باغانی سابقه‌ای در زندانی شدن به دلیل مبارزه با دودمان پهلوی یا حضور در جبهه‌های جنگ ایران و عراق در دست هست.

## تعداد آرا مأخوذه
تعداد آراء ۱۲۱٬۸۷۹ درصد آراء ۳۹٫۱۰
تعداد آراء ۱۲۱٬۸۷۹ درصد آراء ۳۹٫۱۰

## درس اخلاق
او در ۳۰ آبان ۱۳۹۸ در سبزوار، درس اخلاقی را راه‌اندازی کرده، که آخرین پنج‌شنبه هر ماه در حسینیهٔ مسجد پامنار سبزوار برگزار می‌شود.